# Pyramica assamensis
Pyramica assamensis är en myrart som först beskrevs av De Andrade 1994.  Pyramica assamensis ingår i släktet Pyramica och familjen myror. Inga underarter finns listade i Catalogue of Life.